# Margońska Wieś
Margońska Wieś (niem. Margoninsdorf) – wieś w Polsce położona w województwie wielkopolskim, w powiecie chodzieskim, w gminie Margonin.
Do 1954 roku istniała gmina Margonin-Wieś. W latach 1975–1998 miejscowość administracyjnie należała do województwa pilskiego.
W Margońskiej Wsi urodzili się:
- Franciszek Gajewski – polski pułkownik, uczestnik powstania listopadowego
- Heliodor Jan Stanisław Skórzewski – polski hrabia i podporucznik, uczestnik powstań listopadowego i wielkopolskiego 1848.

W latach 1772 i 1773 w Margońskiej Wsi na dworze Skórzewskich gościł Józef Wybicki.